# Stadio Amsicora
Lo stadio Amsicora di Cagliari è un impianto sportivo costruito nel 1923 in un'area appartenente alla Società Ginnastica Amsicora, dalla quale prende il nome.
Lo stadio oggi è una struttura polivalente con campo centrale in erba sintetica ad uso esclusivo dell'hockey su prato, pista di atletica leggera, palestra per la ginnastica artistica, palestra per il fitness, due campi di calcetto e una piccola piscina.
Lo stadio ha ospitato, oltre alle partite casalinghe dell'Unione Sportiva Cagliari Campione d'Italia 1970, una tappa della terza edizione del Giro di Sardegna di ciclismo nel 1960, la finale dei campionati europei di pugilato tra Duilio Loi e Fortunato Manca (1962), la Nazionale Italiana di calcio, le qualificazioni ai campionati del mondo di hockey su prato (1996), e perfino una Corrida del toreador Pedro Basauri "Pedrucho" (nel 1924).

## Storia

### Anni '20-40

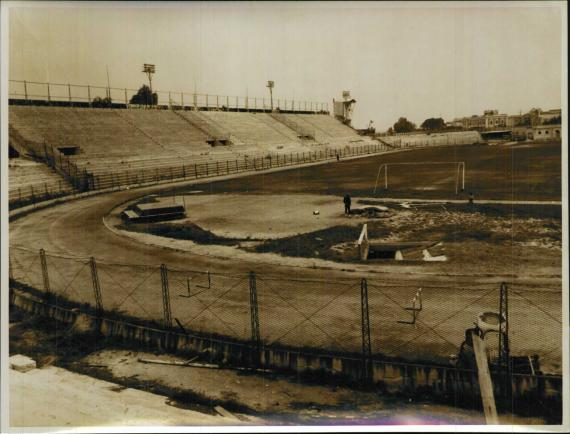
Le vecchie tribune e la pista di atletica in una foto storica

Il presidente della Società Ginnastica Amsicora,Cav. Guido Costa incaricò del progetto l'Ing Davide Cova che realizzò l'opera in un'area dismessa dal demanio dello Stato appartenuta ai terreni della Colonia Penale San Bartolomeo, per la somma di 11.600 lire.
Il pagamento fu effettuato 
dopo la costruzione dello Stadio stesso e dopo la prima inaugurazione avvenuta nel1921, con perfezionamento del  contratto di vendita,in data 9 giugno 1922 .
Nel 1923 venne realizzata la tribuna in cemento armato - progettata dall'ingegner Davide Cova. 
Ristrutturato successivamente dall'Ing. Donadio - tuttora esistente.
L'inaugurazione del campo avvenne in occasione del concorso intersezionale cui partecipavano una trentina di società provenienti da tutta Italia, compresa la Svizzera Italiana.
Nel ventennio fascista la Società Ginnastica Amsicora, ridusse drasticamente la propria attività sportiva, diventata monopolio del nuovo regime.
Gli impianti furono formalmente presi in affitto dal Partito Nazionale Fascista che nell'attuale stadio Amsicora, rinominato Campo DUX, organizzava le attività sportive della G.I.L. (Gioventù Italiana del Littorio) e dei G.U.F. (Gruppi Universitari Fascisti).
Alla Società Ginnastica Amsicora, sopravvissuta agonisticamente solo con la ginnastica, rimase in uso solo uno spazio appositamente attrezzato sotto la tribuna (l'attuale Palestra Costa).
Nel 1941 venne organizzato il primo campionato sardo assoluto di pallacanestro maschile e femminile. Nel 1942 Mussolini assistette al saggio della Gioventù Italiana del Littorio.
Alla fine della seconda guerra mondiale la S.G. Amsicora riuscì ad ottenere dagli alleati anglo-americani, che ne avevano fatto un deposito per automezzi, la restituzione dello stadio Amsicora dimostrando, carte alla mano, che la proprietà era rimasta costante durante il ventennio e che il Partito Nazionale Fascista ne aveva usufruito solo a titolo di affitto.

### Anni '50-'70

Formazione dell'Unione Sportiva Cagliari nella stagione 1966-1967 allo stadio Amsicora

Dal 1951 il campo in terra battuta venne utilizzato dal Cagliari Calcio per disputare le proprie partite interne. Nel 1964 il campo fu concesso in uso al Cagliari Calcio, tramite una convenzione con l'Amministrazione Comunale di Cagliari, e venne posato il manto erboso, condizione indispensabile per poter partecipare al Campionato Nazionale di Serie A di calcio. Il record di spettatori si registrò nella gara di campionato contro l'Inter nella stagione 1964-65, gara a cui assistettero 33964 persone.
In esso la squadra del Cagliari vinse lo scudetto 1969-1970 e nel settembre dello stesso anno si trasferì allo stadio Sant'Elia.
Negli anni '70 viene costruita la Palestra Cottiglia. Successivamente il Comune di Cagliari espropriò una striscia dello stadio, che si estendeva fino al canale di Terramaini e sulla quale sorgevano spogliatoi, le tribune della curva est e una parte della pista di atletica, per far luogo ad una tratta dell'Asse Mediano di scorrimento.

### Anni '80-'90
In questi anni riparte la rinascita dell'impianto con il completo ripristino delle strutture, la costruzione del campo da tennis in cemento (poi trasformato nel primo campo di calcetto) e di una pista di allenamento per l'atletica. Nella stagione 1988-1989 l'Amsicora ospitò nuovamente le partite casalinghe di Serie C1 in quanto il Sant'Elia venne chiuso per la ristrutturazione in vista dei Mondiali di Calcio Italia '90.
Nel decennio successivo si ebbe un enorme sviluppo e modernizzazione di tutto l'impianto nel quale, grazie ai contributi speciali erogati dalla Federazione Italiana Hockey, venne realizzato nel 1994 il nuovo campo in erba sintetica e la pista di atletica leggera oltre il secondo campo di calcetto.

### Dagli anni 2000 a oggi
Nel 2000 la S.G Amsicora concede in comodato l'area sottostante alla vecchia tribuna distinti, che con una radicale ristrutturazione viene trasformata in palestra per il fitness e gestita dalla Tribune Amsicora Stadium.
Nel 2008 è stato rinnovato il manto di erba sintetica del campo centrale e del campo di calcetto, sono stati conclusi i rifacimenti della pista di atletica e degli spogliatoi, nonché delle strutture accessorie quali la foresteria e le aree verdi.
Nel 2010 la Società Ginnastica Amsicora ha ripresentato un progetto di ristrutturazione che prevede la costruzione di palazzetto dello sport, albergo, area congressi, due piani di parcheggio sotterraneo, piscina olimpionica e centro medico.

## Archivio storico
L'archivio testimonia l'attività della Società Amsicora a partire dal 1898 fino a tutto il Novecento ed è interessante per ricostruire la storia della Società e le vicende non solo sportive ma anche sociali, economiche e urbanistiche della città di Cagliari.
Al fine di preservare la documentazione di indubbio valore storico, nel 2010 è stato avviato il progetto di digitalizzazione del patrimonio documentario (verbali del consiglio direttivo, diplomi e benemerenze, foto, pubblicazioni, atti sciolti), consultabile on line.
L'archivio è stato dichiarato "di interesse storico particolarmente importante" dal Direttore Regionale per i Beni Culturali e Paesaggistici della Sardegna il 19 ottobre 2010.

## Eventi

### Calcio

#### Incontri della nazionale italiana
Lo stadio Amsicora è stato sede di un incontro della nazionale di calcio dell'Italia, valido per le qualificazioni al campionato d'Europa 1968 e disputato il 23 dicembre 1967 contro la Svizzera, terminato con il punteggio di 4-0 in favore degli Azzurri.